# Лампетия
Лампетия — персонаж греческой мифологии, одна из Гелиад (дочерей Гелиоса). По одной из версий мифа, была возлюбленной Асклепия.

## В мифологии

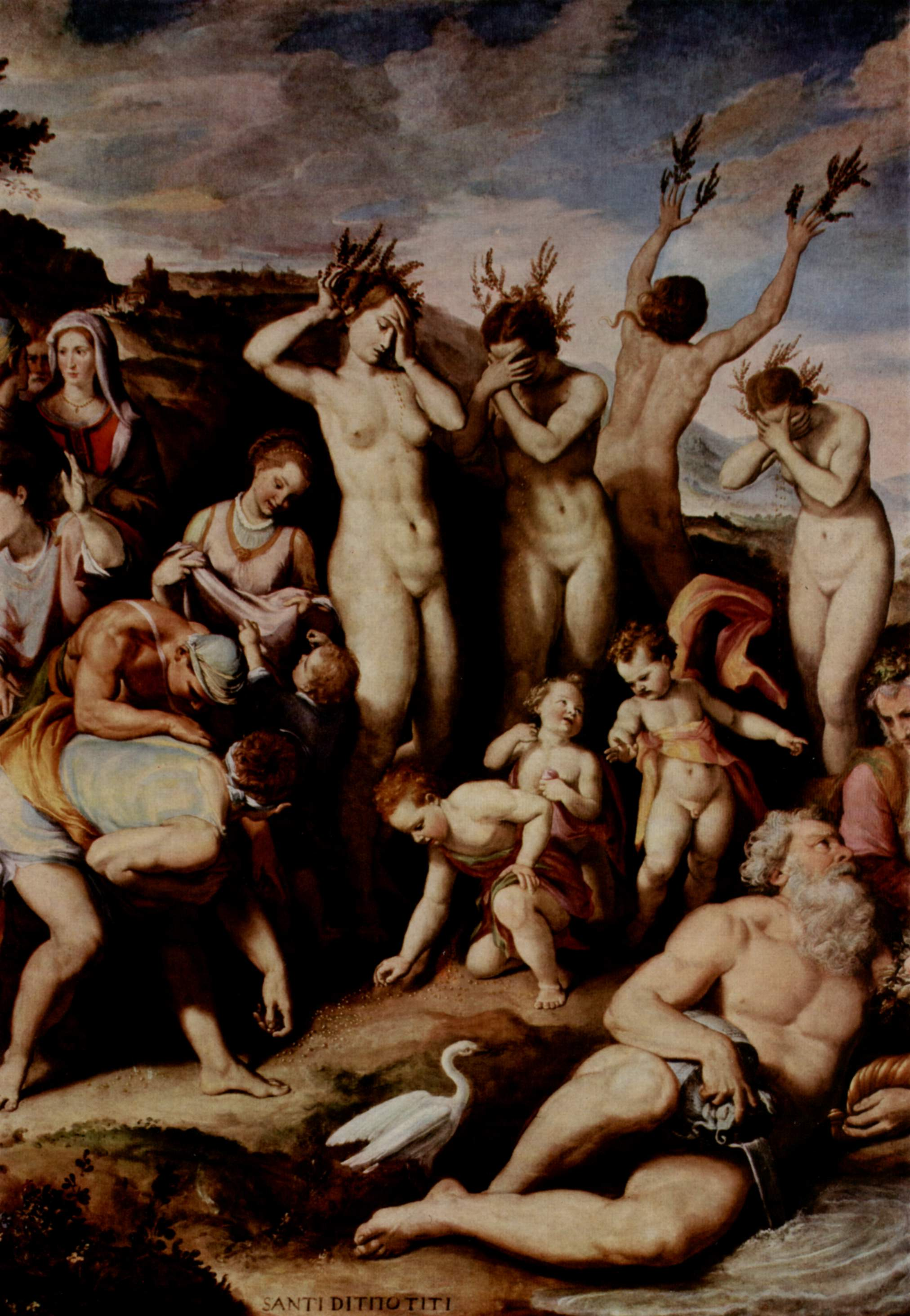
Санти ди Тито Сестры Фаэтона превращаются в тополя. XVI век

Лампетия принадлежит к числу Гелиад — дочерей Гелиоса и Климены, сестёр Фаэтона (по одной из версий, у них был ещё земной отец — Мероп). Согласно Псевдо-Гигину, Гелиад было семь, согласно Овидию — только три, но оба авторы включили Лампетию в свой список. Гомер называет матерью Лампетии нимфу Неэру, автор схолиев к «Одиссее» — Роду.
Вместе со своей сестрой Фаэтусой Лампетия пасла коров на острове Тринакрия. Именно она сообщила отцу о том, что приставшие к берегу итакийцы во главе с Одиссеем забили священных животных на мясо; в результате бог разгневался на Одиссея, и последний ещё долго не мог вернуться домой. Оплакивая гибель Фаэтона, она и её сёстры превратились в тополя, а их слёзы — в янтарь.
Согласно Гермиппу, упомянутому в схолиях к комедиям Аристофана, Лампетия была возлюбленной Асклепия и родила от него Махаона, Подалирия, Иасо, Панакею и Эглу; другие античные авторы добавляют к этому перечню Яниска и Алексенора.
В честь Лампетии назван крупный астероид главного пояса (393) Лампеция.